# 郷原洋司
郷原 洋司（ごうはら ひろし、1972年11月6日 - ）は、茨城県出身の元騎手・現調教助手。
父は元騎手で元調教師の郷原洋行。吉野勇は外祖父。得意の騎乗は逃げ。

## 概要
1991年3月に競馬学校7期生として、美浦・田村駿仁厩舎からデビュー。同期には藤田伸二、四位洋文、安田康彦、橋本広喜、日吉正和らがいる。父・洋行は後に「最後の1年は倅に付き合ったようなものでした。彼は函館で落馬をして生死の境をさまよったことがあった。不幸中の幸いで、復帰できたけど、その後の人生は“もらった命”だから好きにすれば良いと思いました。だから引退すると聞いた時もとくに止めませんでした」と振り返っている。
1年目の1991年は同2日の中山第1競走4歳未勝利・スタールーラ（13頭中10着）で初騎乗を果たし、6月9日の東京第6競走4歳未勝利・ゴールデンテシオで降着による繰り上がりながら初勝利を記録。同日には第10競走石和特別でフェザーマイハットに騎乗し、降着によらず2勝目を挙げている。同年から初の2桁となる11勝をマークし、2003年まで13年連続2桁勝利を記録。2年目の1992年に新潟3歳ステークス・マジックナイス（12頭中5着）で重賞初騎乗を果たし、同レースには父・洋行もスピードアクセス（7着）に騎乗しており、親子重賞騎乗を果たした。3年目の1993年にはフェブラリーハンデキャップで安田伊佐夫厩舎のシンワコウジに騎乗し、メイショウホムラに次ぐと同時にミスタートウジン・ナリタハヤブサ・チェリーコウマンを抑えての2着で関西馬ワンツーを演出。1992年・1993年と2000年・2001年は2年連続、1996年から1998年には3年連続で20勝台を記録し、1996年の札幌スプリントステークスではオギティファニーでJRA全10場重賞制覇の安田富男が騎乗するノーブルグラスから3馬身差の2着に入る。1998年と2000年には自己最多の26勝を挙げ、1999年のダイヤモンドステークスでは13頭中10番人気のロングワールドでタマモイナズマの逃げ切り許すも2着に入る。
2000年には騎乗数を500の大台に乗せ、この頃より重賞への騎乗も増加。2001年には七夕賞をゲイリートマホークで逃げ切って重賞初制覇を記録し、オールカマーでも逃げて2着に入る。フリーとなった2002年のカブトヤマ記念ではデビュー戦より主戦を務めたカンファーベストに騎乗し1位入線するも、明らかな斜行により他馬の進路を妨害したとして10着に降着となるが、この騎乗が注目を浴び、『中央競馬ワイド中継』内の企画「中央競馬ベストレース・オブ・ザ・イヤー2002」において、他にGIレースが並ぶ中でこのカブトヤマ記念が7位に選ばれた。2003年にはフローラステークスを18頭中14番人気のシンコールビーに騎乗し、後方待機から直線で馬群を抜け出すと、最後はタイムウィルテルとの叩き合いをハナ差で制して重賞初出走初勝利に導く。管理していた湯窪幸雄厩舎にも重賞初制覇をもたらすが、郷原にとっては最後の重賞制覇となり、その後は騎乗機会・勝利数共に減少。父が元騎手で調教師であることもあって他の騎手と比較して人脈に恵まれており、一時よりは減少したとは言え騎乗数は多い方であったが、その恵まれた環境を活かし切れていない状態が続く。2004年以降の勝利数は1桁と低迷し、9勝→5勝→5勝と減っていき、2007年には自己最低の1勝に終わる。2004年はアンタレスステークス・ヒシアトラス、目黒記念・ダービーレグノ、東海ステークス・ヒシアトラスと重賞騎乗機会3連続3着を記録。2008年は3勝を挙げるが、3勝中2勝はウエスタンビーナスの逃げ切り勝ちでマーク。同年の初勝利となった韓国馬事会杯（1600万下）は後にGI馬となるエイジアンウインズに3馬身差付け、2勝目となった春雷ステークスはアイルラヴァゲインを封じた。2009年は2月7日の東京第1競走3歳未勝利をスノーレーザーで勝利するが、管理する父・洋行は同年初勝利であったと同時に調教師通算100勝目であった。翌8日の東京第1競走3歳未勝利ではユウキハングリーで逃げ切り、2004年11月の東京以来となる2日連続勝利をマーク。2010年5月15日の東京第5競走3歳未勝利でユウキサンオーラに騎乗し、同期の藤田が騎乗し逃げ切り図るホットチリペッパーを交わして勝利するが、郷原父子最後の勝利となった。12月26日の中山第11競走ハッピーエンドプレミアム・トミノドリーム（16頭中16着）が最後の騎乗となり、同31日付で現役を引退 。
引退後は土田稔厩舎の調教助手となった。

## 騎乗成績
|            | 日付          | 競馬場・開催  | 競走名            | 馬名               | 頭数 | 人気 | 着順 |
| ---------- | ------------- | ------------- | ----------------- | ------------------ | ---- | ---- | ---- |
| 初騎乗     | 1991年3月2日  | 2回中山3日1R  | 4歳未勝利         | スタールーラ       | 13頭 | 11   | 10着 |
| 初勝利     | 1991年6月9日  | 3回東京8日6R  | 4歳未勝利         | ゴールデンテシオ   | 13頭 | 1    | 1着  |
| 重賞初騎乗 | 1992年9月6日  | 3回新潟8日11R | 新潟3歳ステークス | マジックナイス     | 12頭 | 2    | 5着  |
| 重賞初勝利 | 2001年7月8日  | 2回福島8日11R | 七夕賞            | ゲイリートマホーク | 16頭 | 6    | 1着  |
| GI初騎乗   | 1997年5月11日 | 2回東京8日11R | NHKマイルカップ   | ロイヤルブルー     | 18頭 | 18   | 14着 |

| 年度   | 1着 | 2着 | 3着 | 騎乗数 | 勝率 | 連対率 | 複勝率 |
| ------ | --- | --- | --- | ------ | ---- | ------ | ------ |
| 1991年 | 11  | 17  | 21  | 234    | .047 | .120   | .209   |
| 1992年 | 24  | 23  | 32  | 422    | .057 | .111   | .187   |
| 1993年 | 20  | 24  | 27  | 373    | .054 | .118   | .190   |
| 1994年 | 18  | 22  | 20  | 315    | .057 | .127   | .190   |
| 1995年 | 10  | 10  | 11  | 315    | .032 | .063   | .098   |
| 1996年 | 24  | 21  | 29  | 353    | .068 | .127   | .210   |
| 1997年 | 20  | 28  | 33  | 430    | .047 | .112   | .188   |
| 1998年 | 26  | 24  | 36  | 485    | .054 | .103   | .177   |
| 1999年 | 14  | 27  | 14  | 345    | .041 | .119   | .159   |
| 2000年 | 26  | 33  | 34  | 571    | .046 | .103   | .163   |
| 2001年 | 21  | 26  | 43  | 568    | .037 | .083   | .158   |
| 2002年 | 19  | 36  | 23  | 517    | .037 | .106   | 151    |
| 2003年 | 19  | 28  | 30  | 496    | .038 | .095   | .155   |
| 2004年 | 9   | 14  | 15  | 395    | .023 | .058   | .096   |
| 2005年 | 5   | 7   | 14  | 328    | .015 | .037   | .079   |
| 2006年 | 5   | 5   | 10  | 278    | .018 | .036   | .072   |
| 2007年 | 1   | 3   | 7   | 250    | .004 | .016   | .044   |
| 2008年 | 3   | 1   | 9   | 228    | .013 | .018   | .057   |
| 2009年 | 4   | 9   | 8   | 187    | .021 | .070   | .112   |
| 2010年 | 2   | 7   | 3   | 175    | .011 | .051   | .069   |
| 中央   | 281 | 365 | 419 | 7265   | .039 | .089   | .147   |
| 地方   | 6   | 7   | 9   | 127    | .047 | .102   | .173   |

### 主な騎乗馬
- ゲイリートマホーク （2001年七夕賞）
- カンファーベスト （2002年カブトヤマ記念降着）
- シンコールビー （2003年フローラステークス）

その他
- イーグルカフェ
- ゴーカイ
- シンボリグラン
- キーンランドスワン
- ヒシアトラス （2004年仁川ステークス）
- ウエスタンビーナス （2008年春雷ステークス）